# Horst Felbermayr, Jr.
Pas d'image ? Cliquez ici
Horst Felbermayr, Jr., né le 30 novembre 1970 est un pilote automobile autrichien. Il a participé à quatre éditions des 24 Heures du Mans.

## Biographie
Il compte quatre participations aux 24 Heures du Mans,.
En 2016, il participe à de nombreuses courses du championnat 24H Series dont les 24 Heures du Paul Ricard où il pilote une Audi R8 LMS exploitée par Car Collection Motorsport. En mai, il participe aux 12 Heures de Zandvoort. Au mois de septembre, au sein de la même écurie, il participe à la manche finale des Blancpain Endurance Series au Nürburgring.
En 2017, son engagement en 24H Series se poursuit et Horst est annoncé dans l'équipage de l'une des quatre Audi R8 LMS enagées par le car Collection Motorsport aux 12 Heures du Mugello.